# مدينة إنبأ
إنَـبَّـأ (بخط المسند: وتُكتب بالإنجليزية: Inabbaʾ) هي إحدى دويلات المدن القديمة في جنوب الجزيرة العربية، وأطلالها حالياً في الطرف الشرقي من وادي الجوف في اليمن، على مساحة 8.5 هكتاراً، وكان الإله القومي فيها يدعى هَوَر ().

## التاريخ
تظهر مدينة إنبّا على مسرح الأحداث منذ القرن السابع قبل الميلاد، لكن تاريخها مجهول بسبب قلة التنقيب فيها، وغياب ذكرها في النقوش الأساسية مثل نقش النصر، ولا يُعرف من حُكّامها سوى المدعو وقه إيل يَفَش ابن سمه يَثَع، وربما حاكم آخر من القرن السادس قبل الميلاد يدعى سُمُه أمر في ختام اتفاقية تمت بين سبأ وقبيلة ذو ظَلومان المعينية. ويظهر أن إنبا كانت على علاقة طيبة مع مملكة سبأ، حيث تظهر فيها عبادة الإله السبئي سميع، حيث كانوا يقدمون له القرابين بنقوش مكتوبة باللغة السبئية وليس بالمعينية.

## وصلات خارجية
http://dasi.cnr.it/index.php?id=dasi_prj_sit&prjId=1&corId=0&colId=0&navId=738413302&recId=247